# Matthew Barton (tenista)
Matthew Barton (nacido el 18 de diciembre de 1991) es un tenista profesional australiano. Su ranking individual más alto fue el No. 201 alcanzado el 15 de abril de 2013, mientras que en dobles logró el puesto N.º 306 el 18 de marzo de 2013.

## Individuales (1)
| Leyenda                   |
| Grand Slam (0)            |
| ATP World Tour Finals (8) |
| ATP Masters 1000 (0)      |
| ATP World Tour 500 (0)    |
| ATP World Tour 250 (0)    |
| ATP Challenger Series (1) |

| N.º | Fecha      | Torneo                            | Superficie | Oponente en la final | Resultado |
| --- | ---------- | --------------------------------- | ---------- | -------------------- | --------- |
| 1.  | 04.02.2013 | Challenger de Adelaida, Australia | Dura       | James Ward           | 6–2, 6–3  |